# 桥南站
桥南站是一个京沪线上的铁路车站，位于山东省济南市天桥区曹家圈黄河铁路大桥以南，建于1983年，邮政编码为250100。车站由济南局集团济南车务段管辖，目前为五等站，不办理客货运业务。